# Сергеј Перуњин
Сергеј Алексејевич Перуњин рус. Сергей Алексеевич Перунин, Пенза, 14. децембар 1985) је руски пливач слободним стилом. Члан је руске пливачке репрезентације на Европском првенству 2010. годоне. Тренер му је Виктор Авдјенко.

## Спортска каријера
Дебитовао је на Светском првенству у пливању 2007. и у дисциплини 200 метара слободно био 35 (1:50,45). Пливао је и у штафети 2 х 200 м. слободно са: Јевгенијем Логуновом, Андрејем Капраловом и Никитом Лобинцевом. Били су шести (4:14,86).
Учествовао је 2007. у Дебрецину, али није прошао квалификације на 200 м слободно.
Током Светског првенства у Риму 2009 понпво је пливао у штафети 2 х 200 м слободно. Наступио је само у квалификацијама са: Јевгенијем Логуновом, Михаилом Полишуком и Александром Сухоруковом. У финалу су уместо њега и Лагунова пливали Никита Лобинцев и Данила Изотов и освојили сребрну медаљу (6:59.15) и поставили европски рекорд.
Највећи успех постигао је на Европском првенству у 2010. са руском штафетом 4 х 200 метара слободно освојио је прво место и златну медаљу. Пливао је трећу деоницу. Осим њега у штафети су пливали Никита Лобинцев, Данила Изотов и Александар Сухоруков. Резултатом од 7:06,71 поставили рекорд европских првенстава. Овом победом руски пливачи су прекинули период од 17 година, колико у овој дисциплини нису освајали златну медаљу.

## Лични рекорди Сергеја Перуњина
16. август 2010.
| Дисциплина     | Базен | Резултат | Датум              | Место                   | Такмичење.                  | Бел. |
| -------------- | ----- | -------- | ------------------ | ----------------------- | --------------------------- | ---- |
| 50 м слободно  | 50 м  | 24,43    | 26. мај 2006.      | Волгоград Русија        | Првенство Русије за јуниоре |      |
| 50 м слободно  | 25 м  | 23,44    | 28. октобар 2010.  | Волгоград Русија        | Куп Русије                  |      |
| 100 м слободно | 50 м  | 51,08    | 24. јул 2007.      | Санкт Петербург, Русија | Првенство Русије            |      |
| 100 м слободно | 25 м  | 49,49    | 6. новембар 2009.  | Москва, Русија          | ФИНА Светски куп            |      |
| 200 м слободно | 50 м  | 1:47,72  | 27. април 2009.    | Москва, Русија          | Отворено првенство Русије   |      |
| 200 м слободно | 25 м  | 1:45,68  | 12. новембар 2009. | Волгоград, Русија       | Куп Русије                  |      |
| 400 м слободно | 50 м  | 4:02,19  | 5. фебруар 2007.   | Москва, Русија          | Првенство Русије            |      |
| 400 м слободно | 25 м  | 3:54,92  | 9. фебруар 2009.   | Санкт Петербург, Русија | Првенство Русије            |      |